# Friedrich Hilpert

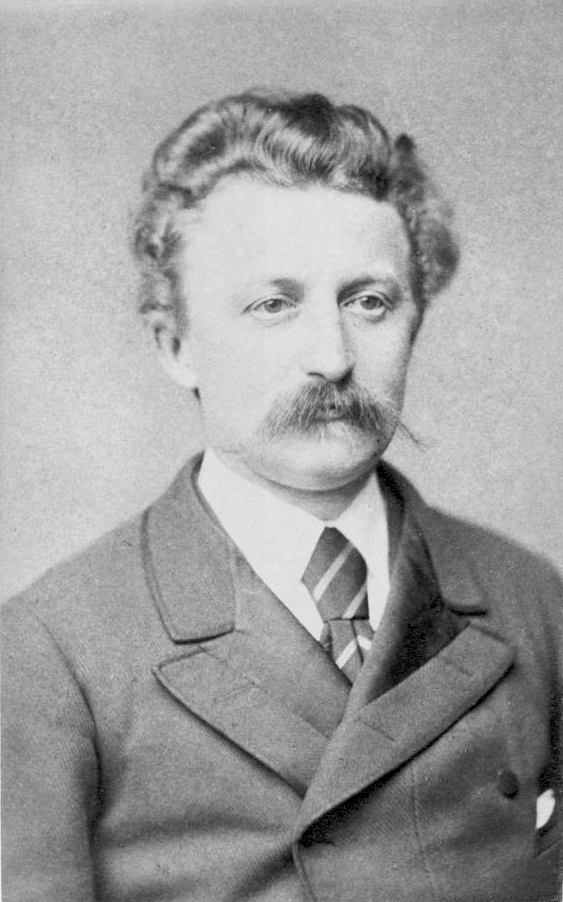
Friedrich Hilpert (1870er Jahre)

Friedrich Hilpert (* 4. März 1841 in Nürnberg; † 6. Februar 1896 in München) war ein deutscher Cellist und Musikpädagoge.

## Leben und Werk
Friedrich Hilpert war Schüler von Friedrich Grützmacher am Leipziger Konservatorium. Er war von 1867 bis 1875 Mitbegründer und Mitglied des Florentiner Quartetts Jean Beckers. Weiterhin wirkte er als Solocellist an der k. & k. Hofoper Wien und später an der Meininger Hofkapelle. Seit 1884 wirkte er als Lehrer an der königlichen Musikschule in München. In München wirkte er auch als Solist der königlichen Hofkapelle.
Friedrich Hilpert war der Bruder des Dirigenten Bruno Hilpert (1850–1910).